# Aegyo
El aegyo (en hangul, 애교; en hanja, 愛嬌) se refiere a una adorable muestra de afecto que se expresa comúnmente a través de una dulce voz, expresiones faciales o gestos encantadores. El aegyo significa literalmente comportarse de manera coqueta y es una expectativa común tanto para los ídolos masculinos como femeninos del K-pop. Sin embargo, no es raro que las personas comunes adopten este comportamiento, y el aegyo se utiliza ampliamente como una expresión de cariño hacia los seres queridos, la familia y los amigos. La palabra a menudo se traduce al español como «ternura» y puede compararse con el concepto japonés de kawaii o con el equivalente chino, sājiāo.

## Antecedentes
El aegyo desempeña un papel significativo en la cultura popular coreana, especialmente en los grupos musicales femeninos. Desde que surgieron los primeros grupos de K-pop, como S.E.S. en 1997, la voz femenina con un alto registro ha sido dominante en los grupos de chicas en Corea, lo que ha contribuido al crecimiento de este estilo en popularidad a lo largo del tiempo. Un ejemplo famoso de aegyo se encuentra en la canción «Gee» de Girls' Generation.
Aunque es más común en los grupos femeninos, los grupos masculinos también realizan a menudo el aegyo como parte de su «fanservice» (atención y detalles dirigidos a los fanáticos). En estos casos, el miembro más joven del grupo, conocido como «maknae», suele ser el elegido para llevar a cabo esta expresión, brindando momentos adorables y encantadores a sus seguidores. A menudo, los ídolos harán el aegyo con la canción «Gwiyomi», con acciones que se hicieron populares por el rapero surcoreano Ilhoon de BtoB.
En la cultura popular también afecta a la juventud femenina de Corea, especialmente en las relaciones románticas. El uso de gestos con las manos y sus expresiones lindas se usan en las fotografías. Por ejemplo, se observan con frecuencia en muchas mujeres jóvenes.